# Antonio Corazzin
Antonio Corazzin (Feltre, 1º settembre 1940) è un politico italiano.
Ha ricoperto la carica di sindaco di Vicenza per due mandati consecutivi dal 1981 al 1990.

## Biografia
Nato nel 1940 a Feltre (BL), Antonio Corazzin ha lavorato come bancario presso la Banca Cattolica del Veneto (lo stesso istituto in cui ha lavorato un altro sindaco di Vicenza, Achille Variati).
Nel 1981 viene eletto sindaco di Vicenza da una maggioranza formata dalla sola Democrazia Cristiana. Nel 1985, con l'ingresso in giunta di PSI, PRI e PLI e l'appoggio esterno del PSDI, la sua maggioranza diviene la medesima che governa il paese, un pentapartito. I suoi nove anni di mandato come sindaco sono contrassegnati da un allargamento di orizzonti per Vicenza: l'isola pedonale in centro sul modello europeo, il festival Mozartiano, i grandi progetti per l'urbanistica (Renzo Piano per la basilica, Gino Valle per il teatro) sono sue intuizioni. Sarà ricordato anche per la visita della Regina Madre Inglese nel 1987.
Nel 1990 viene eletto consigliere regionale in Veneto per la DC, ricoprendo il ruolo di segretario del consiglio e poi l'incarico di assessore regionale dal 1993 al 1994.
Nel 2001 è candidato al Senato nel collegio uninominale di Vicenza con L'Ulivo, senza risultare eletto.